# ライカミング O-145

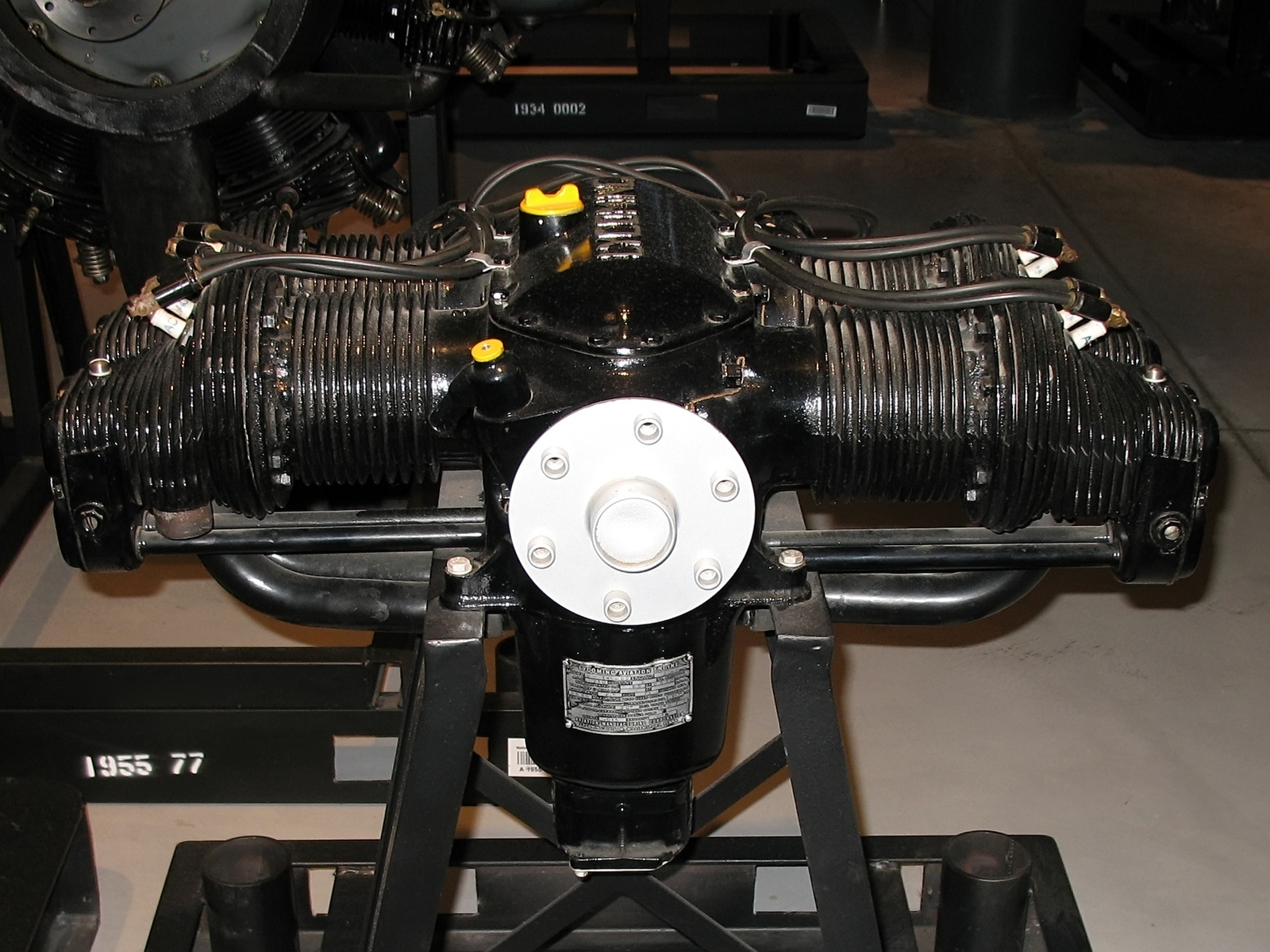
ライカミング O-145-B2

ライカミング O-145とは、アメリカ合衆国のライカミング・エンジンズが開発した、小型航空機向けの水平対向4気筒空冷レシプロエンジンである。1938年に開発され、1940年代末まで生産された。減速機の付いた姉妹機GO-145についても合わせて記述する。

## 開発と設計
O-145は大きく分けて出力の異なる3種類のバージョンが設計された。出力55 hp (41 kW)のO-145-A、出力65 hp (48 kW)のO-145-B、出力75 hp (56 kW)のO-145-Cである。実際に生産されたO-145の大部分はO-145-Bであり、「A」バージョンと「C」バージョンの生産数は少数であった。
いずれのバージョンもシリンダーのストローク、ボア、容積は同じで、BバージョンやCバージョンにおける出力の向上は圧縮比を増すこと、回転数を上げることによってなされた。キャブレターにはストロンバーグNA-S2またはNA-S2A、マーベルMA-2またはMA-2-Aが使用された。
二重点火方式の後期型では、マグネトー式点火装置としてシンティラSF-4L、SN4LN-20、SN4LN-21、スペリオルSMA-4、エディソン・スプリットドルフRMA-4のいずれかが2個ずつ使用された。
基本となるO-145-Aは回転数2,300 rpmにおいて出力55 hp (41 kW)を発揮した。重量は165.5 lb (75 kg)であった。直後に競合するコンチネンタル・モータースのO-170エンジンが改良され、その出力が65 hp (48 kW)/2,300 rpmに向上すると、ライカミングはこれに対抗してO-145の出力を向上させたO-145-BおよびCを開発した。O-145-Bは回転数を2,550 rpmに上げて最高出力を65 hp (48 kW)とし、O-145-Cでは回転数を3,100 rpmまで引き上げて最高出力を75 hp (56 kW)とした。しかし余裕のない排気量で無理に高出力を狙ったために、出力特性はトルクが急変動するなどかなり神経質なものとなってしまった。
GO-145は減速機を内蔵した姉妹機で、C型系列をベースに1938年に開発された。この減速機の減速比は27:17 (1.59:1) で、出力75 hp (56 kW)時にエンジン回転数が3,200 rpm、プロペラ回転数が2,013 rpmとなる設計であった。減速機はエンジン本体の前面にボルトで取り付けられ、合計重量は193 lb (88 kg) に増加した。スターターやジェネレーターは搭載していない。 
GO-145は減速機関連の不調をたびたび起こしたため、ユーザーからは信頼性の低いエンジンであるという評判が立った。パイロットがエンジンの取り扱いを誤ると極端に巡航回転数が落ち、減速ギアの摩滅を招いたのである。
1950年11月2日に、1941年8月1日以来生産されていないO-145-B1、C1、GO-145-C1の型式証明が無効となった。1949年8月24日以降に製造されたO-145-B2、-B3、-C2、GO-145-C2、-C3の型式証明はその後も有効とされた。ライカミングはO-145の製造終了後、後継機種としてO-235を開発した。

## 派生型
O-145-A
最高出力55 hp (41 kW)、単点火方式
O-145-A3
最高出力55 hp (41 kW)、単点火方式、スターター・発電機を搭載
O-145-B1
最高出力65 hp (48 kW)、単点火方式
O-145-B2
最高出力65 hp (48 kW)、二重点火方式
O-145-B3
最高出力65 hp (48 kW)、二重点火方式
O-145-C1
最高出力75 hp (56 kW)、単点火方式
O-145-C2
最高出力75 hp (56 kW)、二重点火方式
GO-145-C1
最高出力75 hp (56 kW)、減速機付き、単点火方式
GO-145-C2
最高出力75 hp (56 kW)、減速機付き、二重点火方式
GO-145-C3
最高出力75 hp (56 kW)、減速機付き、二重点火方式

## 主な搭載航空機
O-145
- パイパー J-3L カブ

GO-145
- パイパー J-5B カブ・クルーザー
- ヴォート・シコルスキー VS-300

## 主要諸元 (GO-145-C2)
- 形式：減速機付き空冷水平対向4気筒
- ボア：3.625 in (92 mm)
- ストローク：3.500 in (89 mm)
- 排気量：144.5 in³ (2.4 L)
- 重量：193 lb (87.5 kg)
- 燃料供給方式：キャブレター式（ストロンバーグNA-S2、NA-S2A、マーベルMA-2、MA-2-A）
- 燃料：73オクタン以上の航空ガソリン
- 吸気方式：自然吸気式
- 弁開閉方式：OHV
- 最高出力：75 hp (56 kW)/3,200 rpm
- 排気量対出力比：0.52 hp/in³ (23.3 kW/L)
- 圧縮比：6.5:1
- 単位重量当たり最高出力：0.39 hp/lb (0.64 kW/kg)